# Spectrobasis impectinata
Spectrobasis impectinata là một loài bướm đêm trong họ Geometridae.